# Olympische Winterspiele 1992/Teilnehmer (Algerien)
| Gelbes Symbol für Goldmedaillen mit stilisierten Olympischen Ringen | Graues Symbol für Silbermedaillen mit stilisierten Olympischen Ringen | Braundes Symbol für Bronzemedaillen mit stilisierten Olympischen Ringen |
| ------------------------------------------------------------------- | --------------------------------------------------------------------- | ----------------------------------------------------------------------- |
| —                                                                   | —                                                                     | —                                                                       |

Algerien nahm an den Olympischen Winterspielen 1992 im französischen Albertville mit einer Delegation von vier Athleten im Ski Alpin teil, davon drei Männer und eine Frau. Ein Medaillengewinn gelang keinem der Athleten. Es war Algeriens erste Teilnahme an Olympischen Winterspielen.
Fahnenträgerin bei der Eröffnungsfeier war die Skirennläuferin Nacera Boukamoum.

## Teilnehmer nach Sportarten

### Ski Alpin
Männer
- Kamel Guerri
Super-G: 90. Platz (1:38,94 min)
Riesenslalom: 80. Platz (3:03,77 min)

- Mourad Guerri
Super-G: 83. Platz (1:32,76 min)
Riesenslalom: 85. Platz (3:20,33 min)
Slalom: Rennen nicht beendet

- Allaoua Latef
Slalom: Rennen nicht beendet

Frauen
- Nacera Boukamoum
Super-G: 48. Platz (1:56,07 min)
Riesenslalom: 42. Platz (3:04,46 min)